# شهرک فرزادشهر

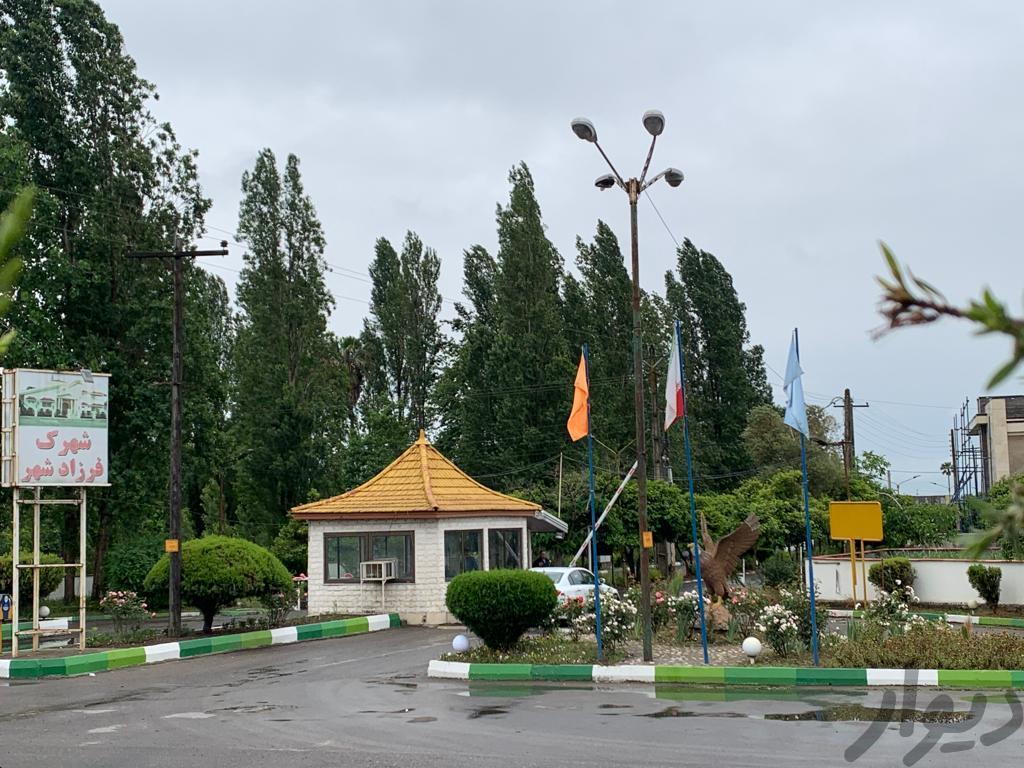

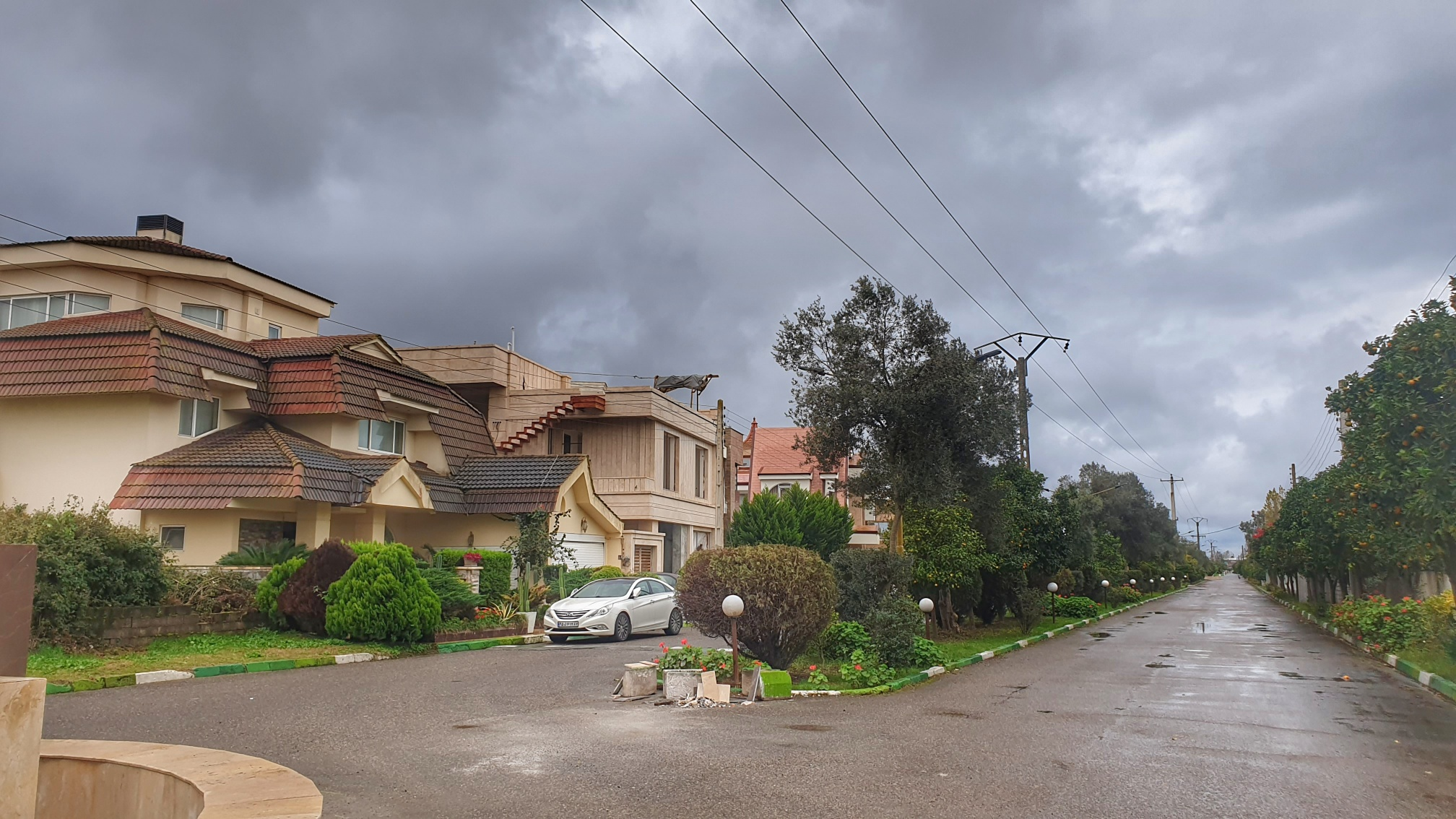
Farzadshahr View

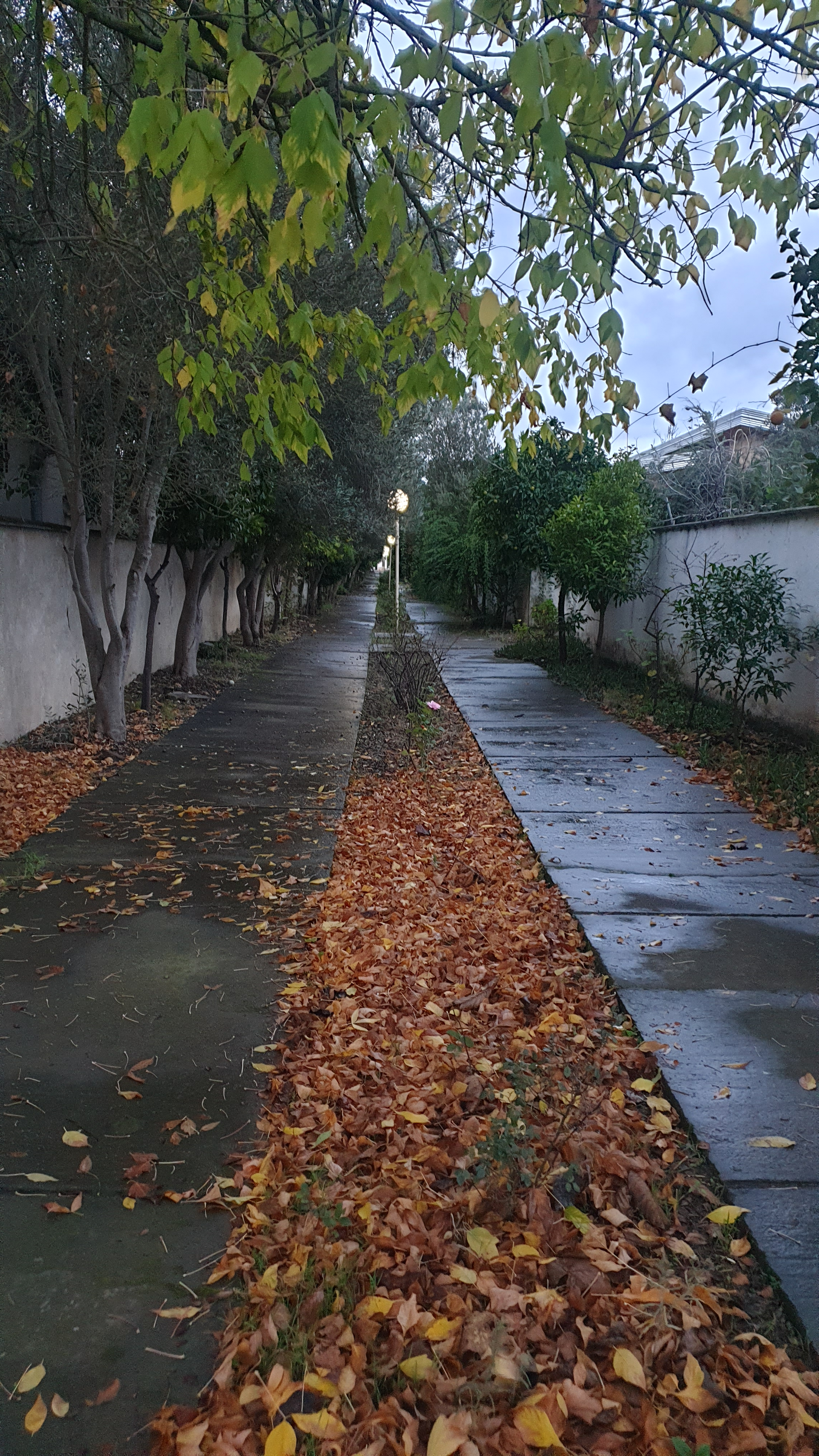
Farzadshahr Alley

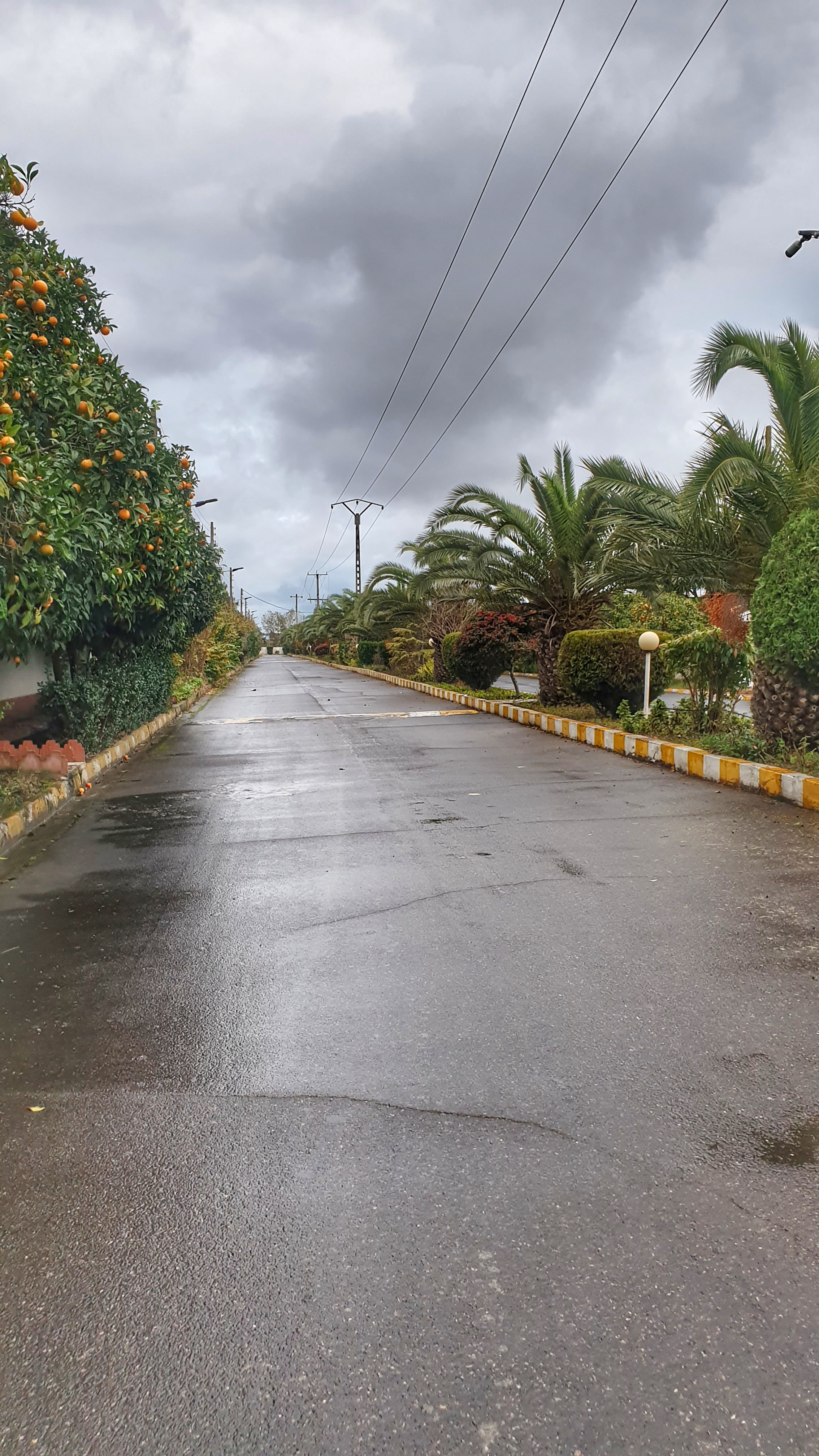
Farzadshahr Blv

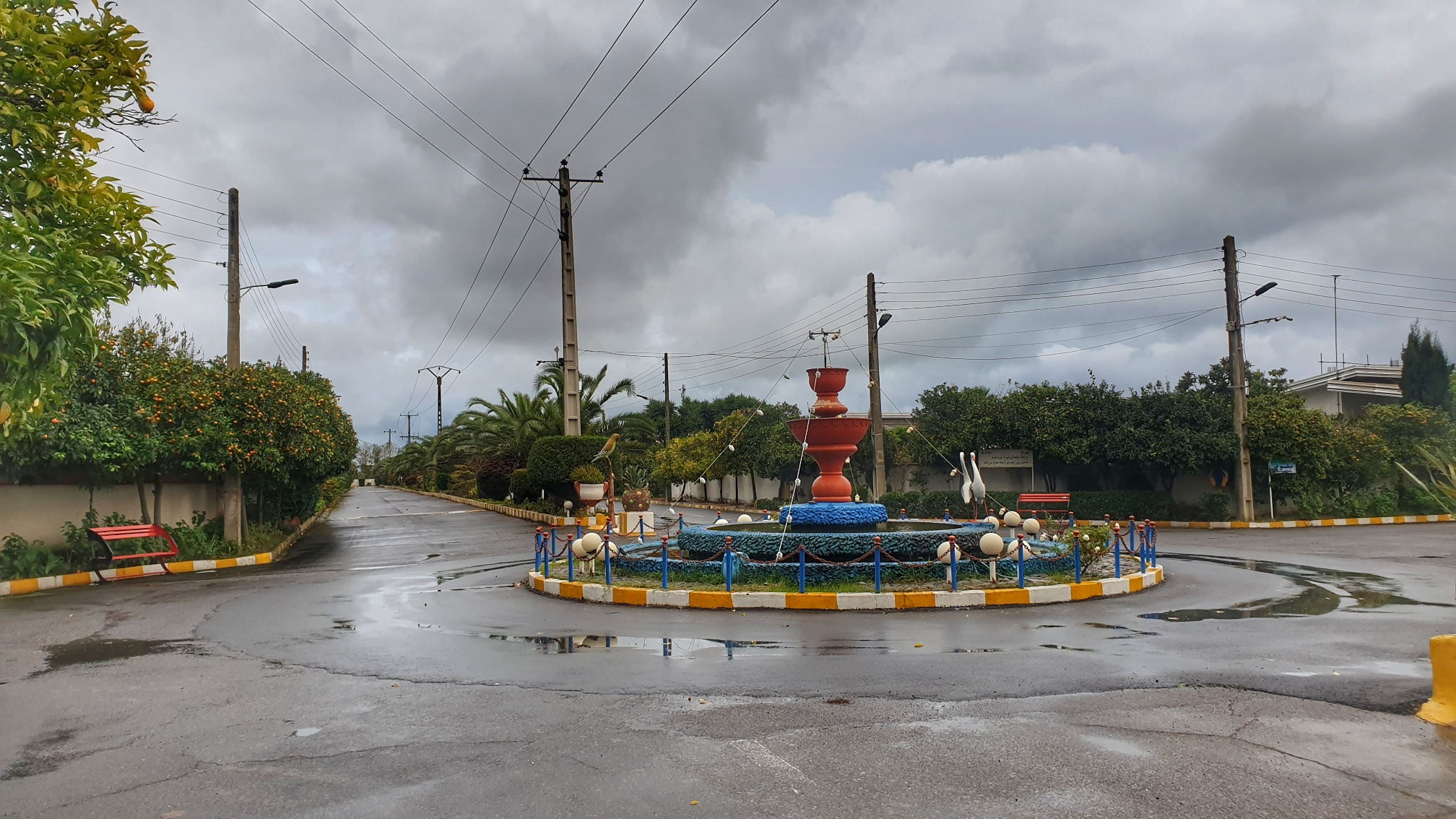
Farzadshahr Sq

شهرک فرزادشهر یکی از برندترین و قدیمی ترین و بزرگترین شهرک های با اصالت استان مازندران می باشد که در شهرستان فریدونکنار واقع شده‌است.
شهرک فرزادشهر یک شهرک خصوصی مسکونی-تفریحی در شهرستان فریدونکنار استان مازندران است که در مجاورت «دریای خزر» و 10 کیلومتری شهرستان بابلسر واقع شده است.
ویلاهای واقع شده در جنوب شهرک دید به دریاچه و جنگل را دارا می باشند.
این شهرک به دلیل واقع شدن در مجاورت دریای خزر و داشتن فضاهای سبز انبوه و محیط خانوادگی و آرام، معروف شده‌است.
مساحت کلی: ۴۰ هکتار
مساحت کلی: ۴۰ هکتار
طراحی فضای باز خیابان ها و کوچه های منتهی به بلوار اصلی یکی از جذاب ترین بخش آن می باشد، تمامی خیایان های و کوچه ها دارای درخت نارنج است که در فصل بهار فضایی دلچسب و مطبوعی را بوجود می آورد.
ویلاهای مدرن و فضا سازی شهرک زیبا و مناسب پیاده روی می باشد.

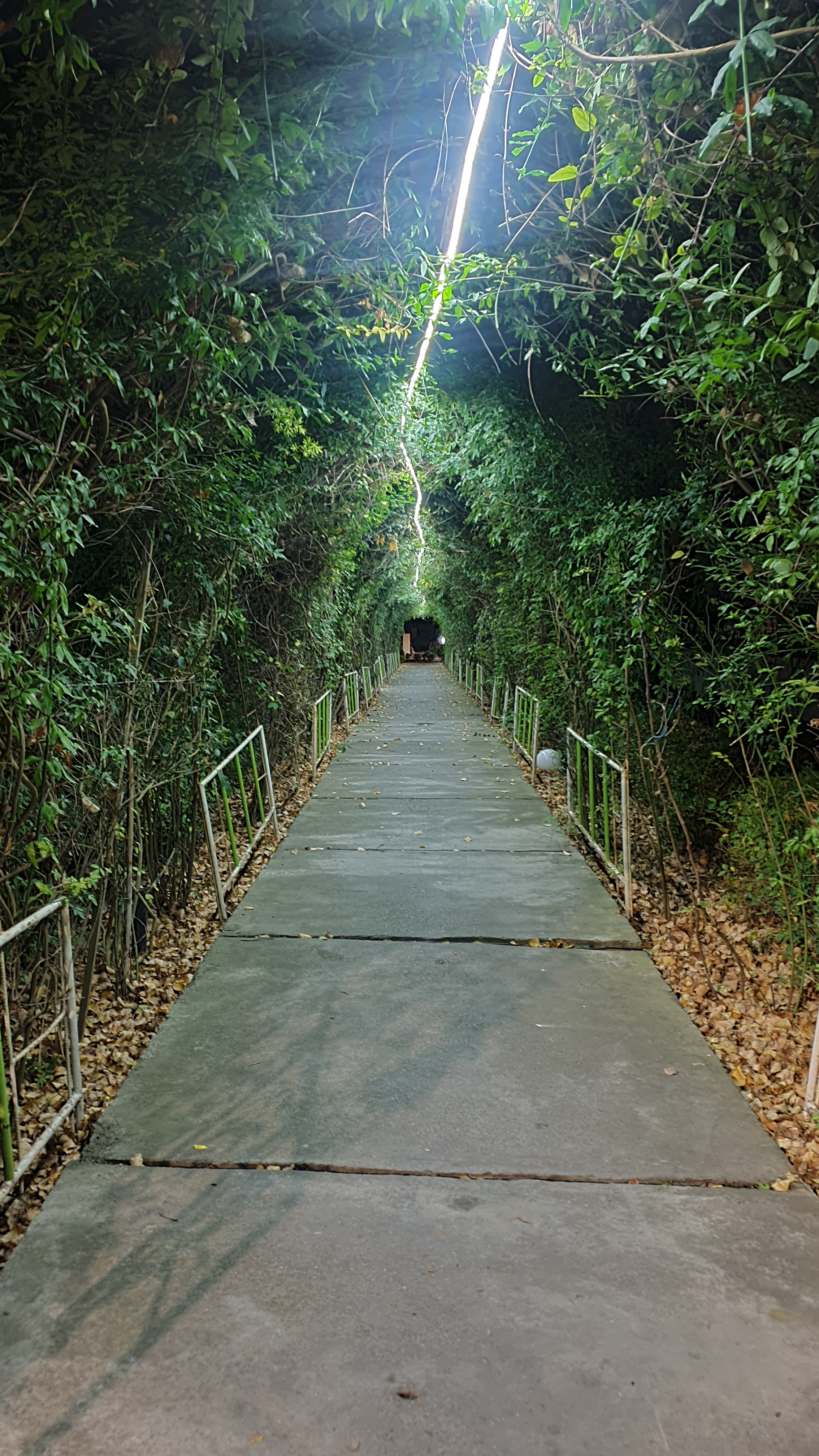

نگهبانی ۲۴ ساعته سیستم امنیتی بالا در تمامی شهرک(دوربین مداربسته)
برای هر کدام از خیابان های موجود در این شهرک، نگهبانی جداگانه لحاظ شده که سبب می شود این شهرک نیز به عنوان یک مجتمع تفریحی در شمال کشور از نظر امنیت تیک سبز را دریافت کند.
هیات مدیره و پرسنل خدماتی و باغبان در شهرک

مشاعات شهرک: فضای سبز وسیع،فضای ورزشی،پارک کودک...
بخش تجاری: سوپر مارکت و میوه،کافه فست فود،باشگاه بدن سازی   
دسترسی ۱۰ دقیقه ای به شهرستان بابلسر و شهرک دریا کنار از شرق، دسترسی به محمود آباد و شهرک خانه دریا در فاصله ۱۵ دقیقه ای در غرب،جاده‌های هراز، فیروزکوه نیز امکان مسافرت‌های بین شهری را برای ساکنان شهرهایی چون تهران و غیره فراهم نموده و اکثر مالکان و مستاجران آن، ایام تعطیل به خصوص عید نوروز و فصل تابستان را در آنجا سپری می‌کنند.البته ورود به این شهرک تنها در صورت مالک بودن یا مستاجر یا با کارت ورود یا مهمانین مالکین با ایجاد هماهنگی امکان پذیر میباشد.
دریا در فاصله ۵۰۰ متری با شهرک،بازار ماهی فروشان فریدونکنار در فاصله ۳ دقیقه ای.
تالاب بین‌المللی فریدون کنار در فاصله 8 دقیقه ای می باشد که در فصل پاییز زیستگاه تنها درنای سیبری است.

## تاریخچه
فرزادشهر از اولین شهرک‌هایی است که در مجاورت دریای خزر پس از شهرک دریاکنار و خزرشهر پیش از انقلاب ساخته شده‌است. پس از افتتاح جاده هراز در اوایل دهه پنجاه شمسی با توجه به نزدیکی استان مازندران به تهران، شهرک فرزادشهر در فریدونکنار و در نزدیکی دریای خزر تأسیس شد.

## جمعیت
این شهرک در شهرستان فریدونکنار قرار دارد و براساس سرشماری مرکز آمار ایران در سال ۱۳۸۵، جمعیت آن ۴۸۱ نفر (۱۳۳ خانوار) بوده‌است.